# Pro Liberis Silesiae

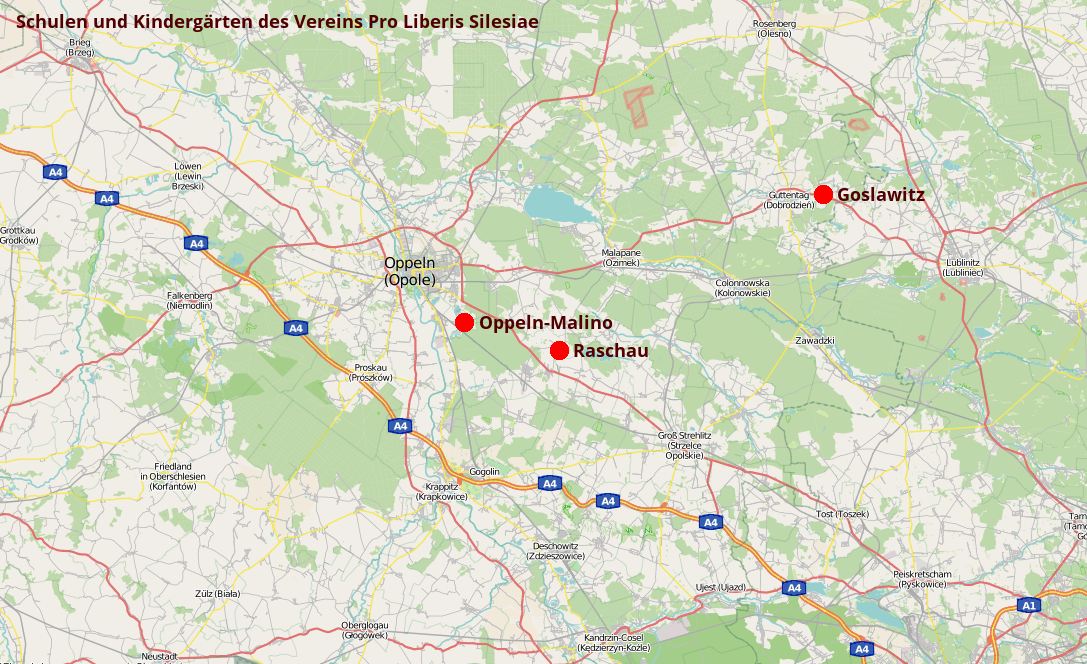
Karte mit den Standorten des Vereins

Pro Liberis Silesiae ist ein Verein der Deutschen Minderheit in Polen, der bilinguale Bildungseinrichtungen mit deutschem und polnischem Unterricht in Oberschlesien betreibt. Der Verein setzt dabei auf das pädagogische Bildungskonzept von Maria Montessori. Der Trägerverein hat seinen Sitz in Raschau in der Gemeinde Tarnau.

## Aktivitäten
Der Verein betreibt in seiner Trägerschaft derzeit drei Kindergärten und drei Schulen in Raschau, Goslawitz und Oppeln-Malino (Malina). Zu den Projekten der Bildungseinrichtungen gehören die regelmäßig stattfindenden deutschsprachigen Theaterbegegnungen, bei denen Schultheatergruppen auftreten.

## Geschichte
Der Verein Pro Liberis Silesiae wurde 2008 gegründet und am 26. November 2008 eingetragen. Zunächst begann er seine Tätigkeit mit einem Kindergarten in Raschau. 2014 folgte die Übernahme einer Schule in Malino.
2017 erhielt der Verein Pro Liberis Silesiae den Sonderpreis des Kulturpreises Schlesien des Landes Niedersachsen. Barbara Loch und Margarete Wysdak vom Verein nahmen den Preis in Osnabrück entgegen.
Neben diesem Verein gibt es in der Woiwodschaft Oppeln noch einen weiteren Verein, die Bildungsgesellschaft Cosel-Rogau (Stowarzyszenie Oświatowe Koźle-Rogi) mit der Johann-Wolfgang-von-Goethe-Schule.